# Relikviegemme
Et relikviegemme, relikvieskrin eller relikvarium er en beholder, ofte ganske kunstfærdig og kostbar, til opbevaring af relikvier. 
Relikviegemmer - ud over de blyæsker, der kunne anbringes i et alter - kan have form som små skrin eller modeller af bygninger, helgenskrin. Andre kan have form som en underarm med en hånd, hvis de indeholder en armknogle. Nyere helgenskrin kan have små vinduer af glas, så de troende kan betragte relikviet. 

## Frøslevskrinet
På Nationalmuseet opbevares Frøslevskrinet fra 1100-1150, fundet i Frøslev Mose i 1872 af Hans Jørgensen, som var ude og grave tørv i mosen, som den gang var en del af det tyske kejserrige. Samme år blev skrinet smuglet over grænsen ved Kongeåen og overdraget til Oldnordisk Museum i København, hvorefter Hans Jørgensen fik ti rigsdaler og nogle bøger om arkæologi, to af Conrad Engelhardt om de slesvigske mosefund og to af Worsaae, Om Slesvigs eller Sønderjyllands Oldtidsminder og om De Nordiske Oldsager paa Oldnordisk Museum i Kjøbenhavn. Findestedet i mosen er i dag markeret med en ege-obelisk. Frøslevskrinet er sandsynligvis fremstillet af Benediktinerordenen på egnen ved Hildesheim. Benediktinerordenen havde befæstet sig i Norden omkring 1050. Skrinet er 19 cm langt, 14 cm bredt og 8 cm højt, og prydet med fem kobberplader belagt med stærkt farvet emalje med rester af forgyldning. Den indre æske af træ er gået til. Der er et aftageligt krucifiks.

## Andre relikviegemmer på Nationalmuseet
Blandt andre relikvieskrin ses Vatnåsskrinet fra Norge. Der er også en kopi af Camminskrinet, der indeholdt levninger af Skt. Cordula, og har været omtalt som det samme skrin som Snorre Sturlason nævner i Magnussønnenes saga. Her fortæller han, at Erik Emune forærede skrinet til Sigurd Jorsalfar. Senere skal kong Sigurd have foræret skrinet videre til kirken i Konghelle. Da kirken i Konghelle blev plyndret af vendere i 1135, blev skrinet røvet. Det ville kunne forklare, hvorfor skrinet havnede i Pommern, hvorfra det forsvandt under anden verdenskrig.